# Побуже
Побуже (пол. Pobórze, нім. Poburzen) — село в Польщі, у гміні Оструда Острудського повіту Вармінсько-Мазурського воєводства.